# 下沙沙丘遗址
下沙沙丘遗址，位于中国广东省江门市新会区古井镇下沙村，为一新石器时代沙丘遗址。2004年，列入新会区文物保护单位。因为土地开发利用，该遗址遭受了一定程序的破坏。